# Radovići
Radovići su primorsko mjesto u Boki kotorskoj, Crna Gora.

## Zemljopisni položaj
Nalazi se na 42° 23' 47" sjeverne zemljopisne širine i 18° 40' 15" istočne zemljopisne dužine, u južnom dijelu Bokokotorskog zaljeva.

## Kultura
18. studenoga 2019. općina Tivat organizirala je otkrivanje spomen-ploča posvećenih borcima i revolucionarima čije ime nose osnovne škole u Radovićima i Tivtu. Svečanostima su započele u Radovićima i ovdje je otkrivena je spomen-ploča Branku Briniću (1923. – 1943.), čiji naziv nosi osnovna škola.

## Stanovništvo

### Nacionalni sastav po popisu 2003.
- Srbi - 288
- Crnogorci - 128
- Neopredijeljeni - 69
- Hrvati - 22
- Ostali - 53

## Crkve u Radovićima
- Crkva Svete Gospođe

## Šport
Nogometni klub Sloga iz Krtola igra utakmice na terenu Rake u Radovićima.